# 達奇內 (杜博維基市鎮)
48°15′58″N 36°15′49″E / 48.26611°N 36.26361°E
達奇內（烏克蘭語：Дачне）是烏克蘭的村落，位於該國中部第聶伯羅彼得羅夫斯克州，由瓦西利基夫卡區負責管轄，處於恰普利納河畔，距離胡托羅-恰普利內7公里，2001年人口60。